# Campeonato Amazonense de Futsal
O  Campeonato Amazonense de Futsal é um torneio interclubes de futebol de salão do estado do Amazonas, organizado pela Federação Amazonense de Futebol de Salão para apontar o campeão estadual da modalidade.

## História
O Campeonato Amazonense de Futsal é realizado desde a introdução da modalidade no estado, em 1953. Em seu primeiro ano coube a realização ao Rio Negro(torneio oficializado pela FADA). O futsal difundiu-se no estado de tal forma que é hoje a modalidade com o maior número de praticantes no estado, entre os homens, superando inclusive o futebol de campo. 

### Introdução
Assim como a maioria dos esportes de quadra, o futebol de salão foi introduzido no Amazonas pelo Rio Negro. Isso aconteceu em 1953, quando Carlos Coelho, diretor de esportes do clube da barriga-preta, trouxe de São Paulo a modalidade, através de seu amigo Mansueto de Queiroz.A modalidade começou a ser praticada em terra baré nas quadras de basquete, esporte introduzido no estado pelo menos 20 anos antes. Coube ao Rio Negro enraizar o esporte em Manaus, primeiramente entre seus desportistas, onde organizou torneios internos com equipes que carregavam a alcunha do clube. 
As primeiras agremiações a aderirem à modalidade, fora o Rio Negro, foram: o Nacional(tradicional clube amazonense que firmou forte rivalidade com o Rio Negro na primeira parte dos anos do torneio) e o Olímpico Clube(tradicinal equipe das quadras amazonenses até a década de 80). E surgiram clubes especiais para a pratica deste esporte como o SAGA, o Santos do Educandos(não é o mesmo Santos do Campo, do bairro da Cachoeirinha) e  o Educandos. Popularizou-se inicialmente com o nome de "salonismo" e fez com que clubes como Rio Negro, Nacional e Olímpico se preocupassem em ter suas próprias quadras para a prática do esporte. 
Com o sucesso obtido pela modalidade na capital amazonense, a Federação Amazonense de Desportos Atléticos, na época sob a direção de Laércio Miranda, resolveu a incorporar ao seu quadro de esportes e passou a organizar torneios oficiais. Com isso, o estado passaria a poder indicar representantes aos torneios nacionais. Anos mais tarde foi fundada a Federação Amazonense de Futebol de Salão, em 7 de Fevereiro de 1980.

## Divisões
A categoria principal é dividida atualmente em duas divisões oficiais que recebem as denominações de Série Ouro(Primeira Divisão) e Série Prata(Segunda Divisão). 
Participantes da Série Ouro em 2019
Participantes da Série Prata em 2019